# Xã Homer, Quận Winona, Minnesota
Xã Homer (tiếng Anh: Homer Township) là một xã thuộc quận Winona, tiểu bang Minnesota, Hoa Kỳ. Năm 2010, dân số của xã này là 1.356 người.